# Джослін Гойт-Сміт
Джослін Гойт-Сміт  (англ. Joslyn Hoyte-Smith, 16 грудня 1954) — британська легкоатлетка, олімпійська медалістка.

## Виступи на Олімпіадах
| Олімпіада         | Дисципліна              | Місце     |
| ----------------- | ----------------------- | --------- |
| Москва 1980       | біг на 400 метрів       | 6 h1 r2/3 |
| Москва 1980       | естафета 4 x 400 метрів | 3         |
| Лос-Анджелес 1984 | естафета 4 x 400 метрів | 4         |